# 中尾山古墳
中尾山古墳（なかおやまこふん）は、奈良県高市郡明日香村平田にある古墳。形状は八角墳。国の史跡に指定されている。
第42代文武天皇の真陵とする説が有力視される。

## 概要
奈良盆地南東縁、文武天皇陵（栗原塚穴古墳）から北に延びる丘陵頂部に築造された古墳である。丘陵上には文武天皇陵のほか高松塚古墳が所在する。鎌倉時代に盗掘に遭っているほか、1974年（昭和49年）・2020年度（令和2年度）に発掘調査が実施されている。
墳形は八角形で、対辺長約19.5メートル・高さ4メートル以上を測る。墳丘は3段築成で、版築によって構築される。墳丘の1段目・2段目は基壇状の石積みとし、3段目は盛土のみとする。墳丘周囲には三重の外周石敷が巡らされる。埋葬施設は横口式石槨で、底石・奥壁・閉塞石・天井石各1石、側壁各2石、隅石（柱石）4石（1石は欠失）の計10石（現存9石）から構成される。石槨内面には平滑な磨きがかけられて水銀朱が塗布されるほか、石槨中央部に火葬骨の蔵骨器が納められたと見られる。副葬品は詳らかでない。
この中尾山古墳は、古墳時代終末期の8世紀初頭頃の築造と推定される。天皇陵級の古墳に見られる八角墳である点、豪壮な横口式石槨を有する最高級の火葬墓（火葬墳）である点で特異な古墳になる。被葬者は明らかでないが、近年では第42代文武天皇（707年崩御）の真陵とする説が有力視される（現墓は南の栗原塚穴古墳に治定）。
古墳域は1927年（昭和2年）に国の史跡に指定されている。

## 遺跡歴
- 鎌倉時代、盗掘[1]。
- 元禄年間（1688-1704年）、奈良奉行所与力の玉井与左右衛門が石槨を実見[3]。
- 享保年間（1716-1736年）、文武天皇陵に比定する説（『大和志』・『大和名所図会』）[4][3]。
- 明治期、踏査（野淵龍潜ら、『古墳墓取調帳』）[3]。
- 大正期、墳丘測量（上田三平ら）[3]。
- 1927年（昭和2年）4月8日、国の史跡に指定[2]。
- 1970年（昭和45年）、墳丘測量。八角墳の可能性浮上（藤井利章ら）[3]。
- 1974年（昭和49年）、史跡環境整備に伴う発掘調査。八角墳と判明、真の文武天皇陵とする説が有力視（明日香村教育委員会・橿原考古学研究所、1975年に報告書刊行）。
- 2020年度（令和2年度）、発掘調査。真の文武天皇陵とする説が確実視（明日香村教育委員会・関西大学文学部考古学研究室）[1]。
- 2024年（令和6年）2月21日、史跡範囲の追加指定。

## 構造

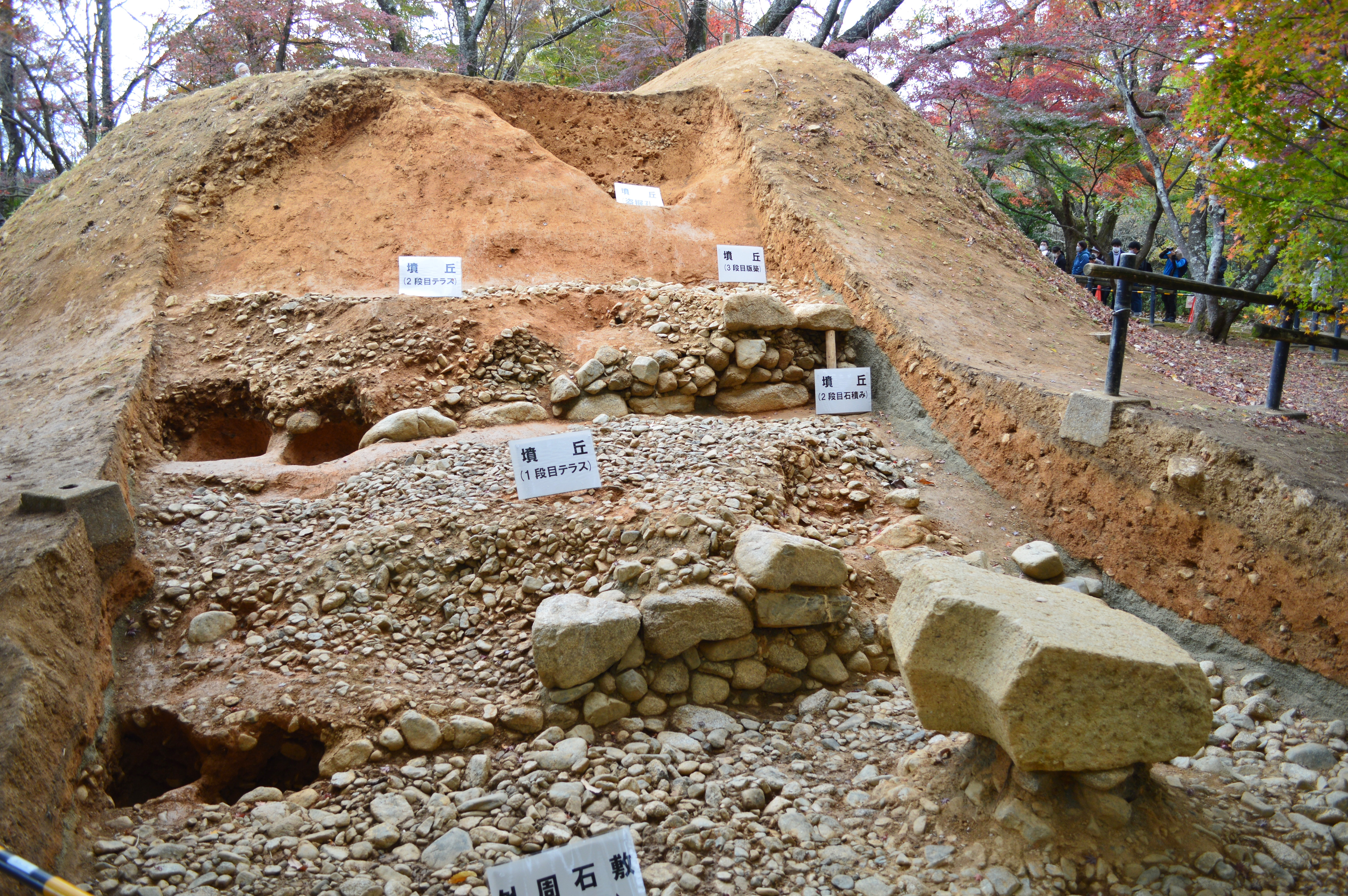
墳丘右手前に沓形石造物。2020年度調査時。

墳丘の規模は、対辺長約19.5メートル・高さ4メートル以上を測る。墳丘の1段目・2段目は基壇状の石積みとし、裾部に花崗岩の根石を並べ、その上にこぶし大-人頭大の石材を小口積みし、さらにその上に根石と同じ石材を積み上げる。墳丘の3段目は版築の盛土のみで、八角形に整形される。墳丘3段目の東側には鎌倉時代の盗掘坑が残る。
墳丘周囲には外周石敷が三重に巡らされる。外周石敷は広範で、三重目の対辺長は約32.5メートルを測る。また墳丘周囲では沓形石造物2個が検出されている。一重目の上面で出土した沓形石造物は火山礫凝灰岩（竜山石）製で、幅約95センチメートル・高さ約67センチメートルを測る。表面は平滑に仕上げられているほか、端面は約135度に加工されていることから、墳頂部の装飾に使用されたと見られる。

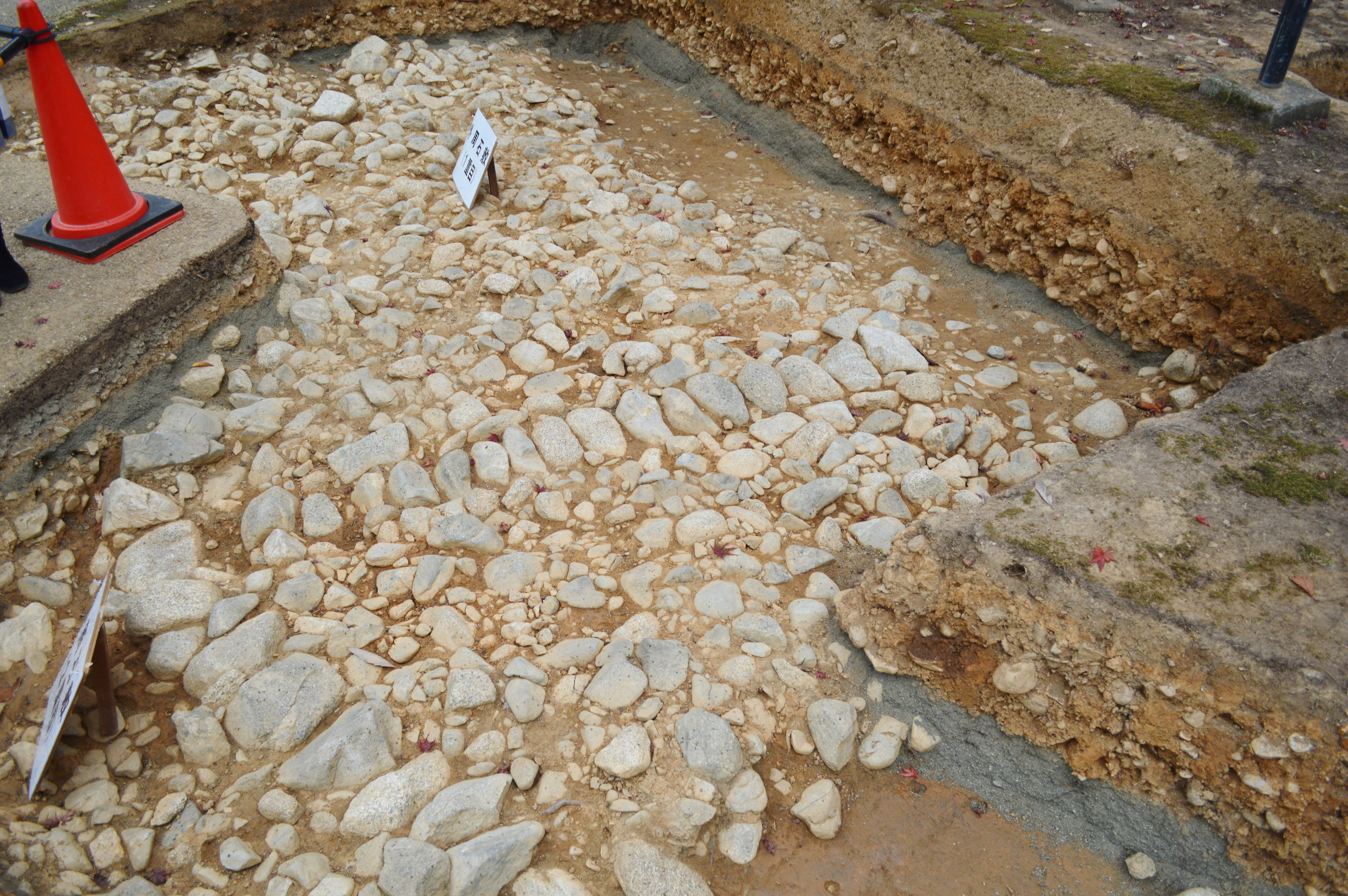
外周石敷の隅部 八角形の角を呈する。2020年度調査時。
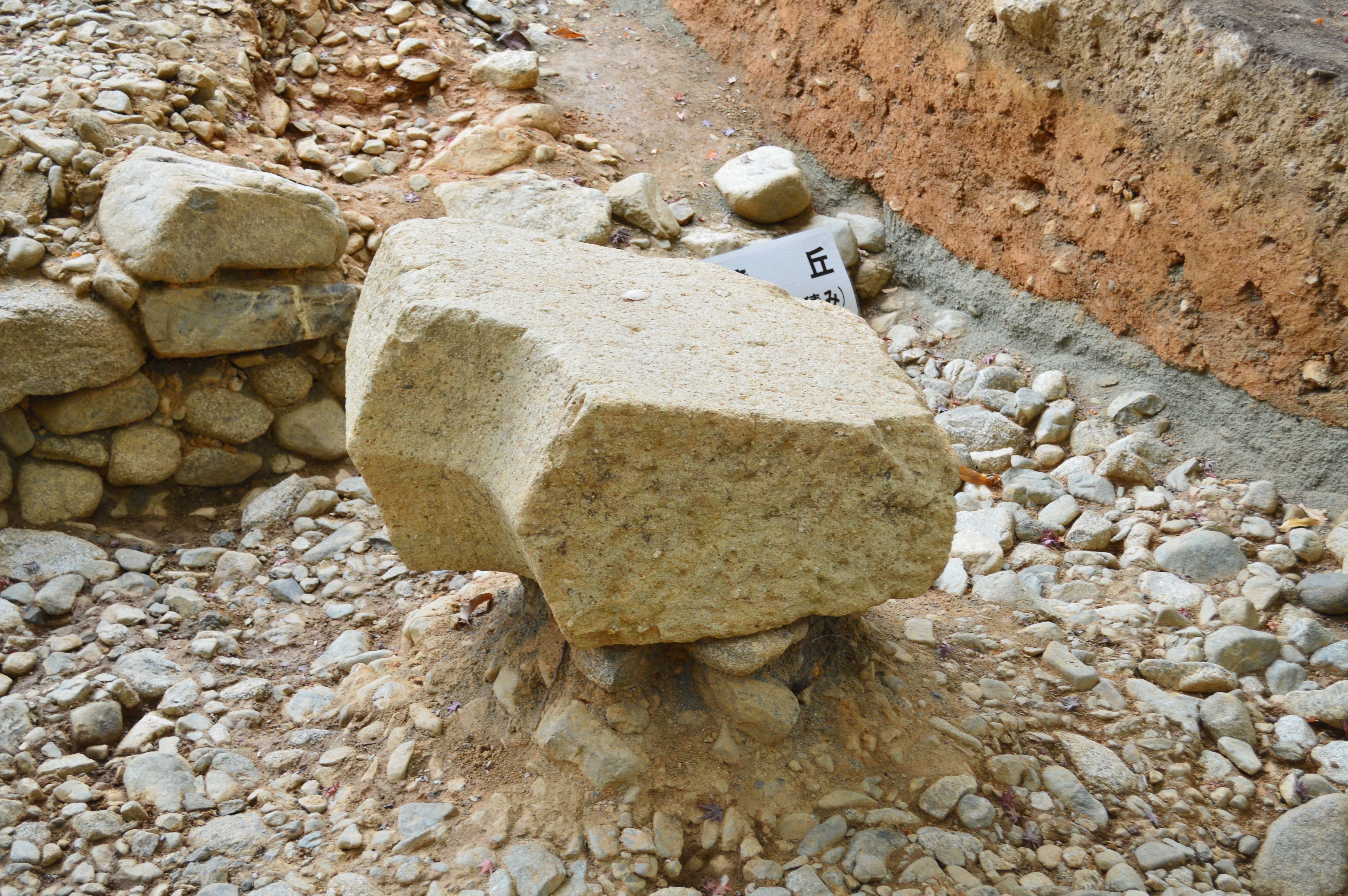
沓形石造物 2020年度調査時。

## 埋葬施設

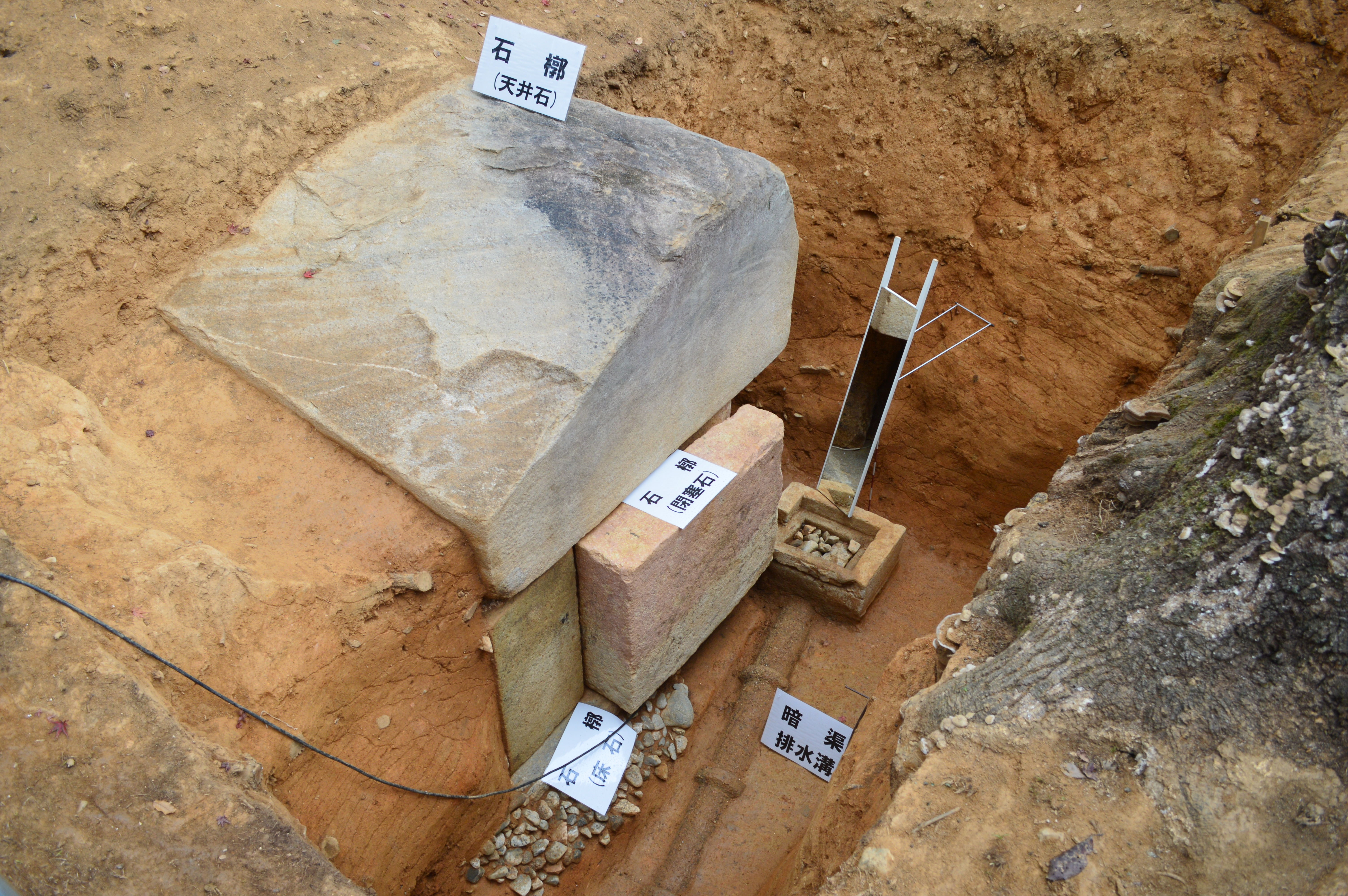
横口式石槨2020年度調査時。

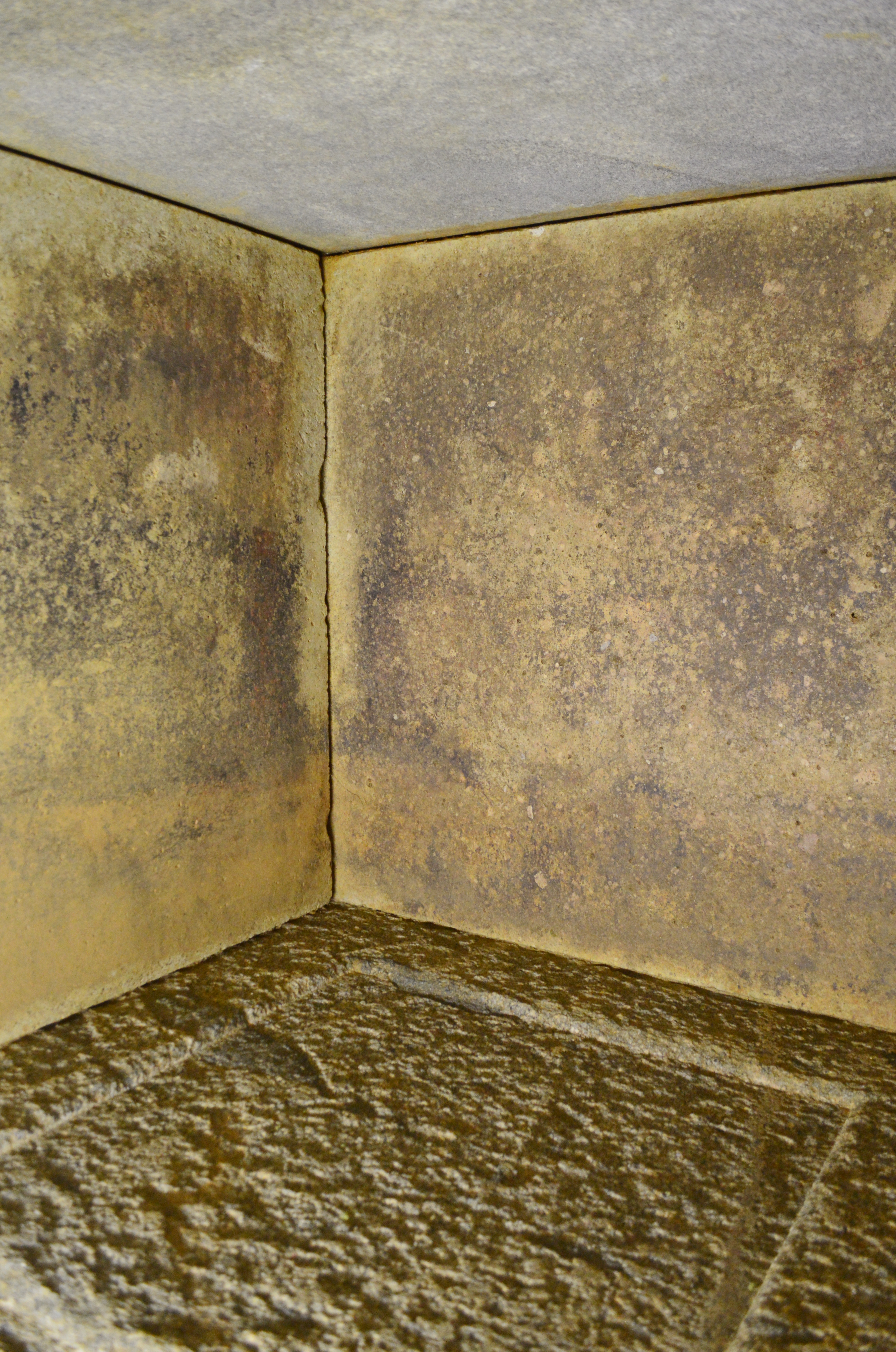
横口式石槨内部

埋葬施設としては、横口式石槨が構築されている。底石1石・側壁2石・奥壁1石・閉塞石1石・天井石1石・隅石（柱石）4石（閉塞石東側の1石は盗掘で欠失）の計10石（現存9石）から構成され、底石は片麻状石英閃緑岩製の直方体、側壁・奥壁・閉塞石・隅石は火山礫凝灰岩（竜山石）製の直方体、天井石は細粒黒雲母花崗岩製である。石槨の内法は幅約90センチメートル・奥行約90センチメートルを測る。
石槨内面には非常に丁寧な磨きがかけられているほか、全面に水銀朱が塗布される。側壁にはL字形の加工が認められる。底石の中央部には60センチメートル四方の範囲で深さ1センチメートルの削り込みがなされており、火葬骨を納める蔵骨器を安置する台が据えられたと見られる。盗掘のため蔵骨器の所在は明らかでないが、宮内庁三の丸尚蔵館所蔵の金銅製四環壺との関連を指摘する説が挙げられている。
閉塞石の南側には墓道が設けられており、幅3.2メートル・深さ1.3メートルを測り、埋葬後には版築によって埋め戻されている。この墓道の下面では暗渠の排水溝が検出されており、幅約100センチメートル・深さ約20センチメートルを測り、こぶし大の川原石で充填されている。

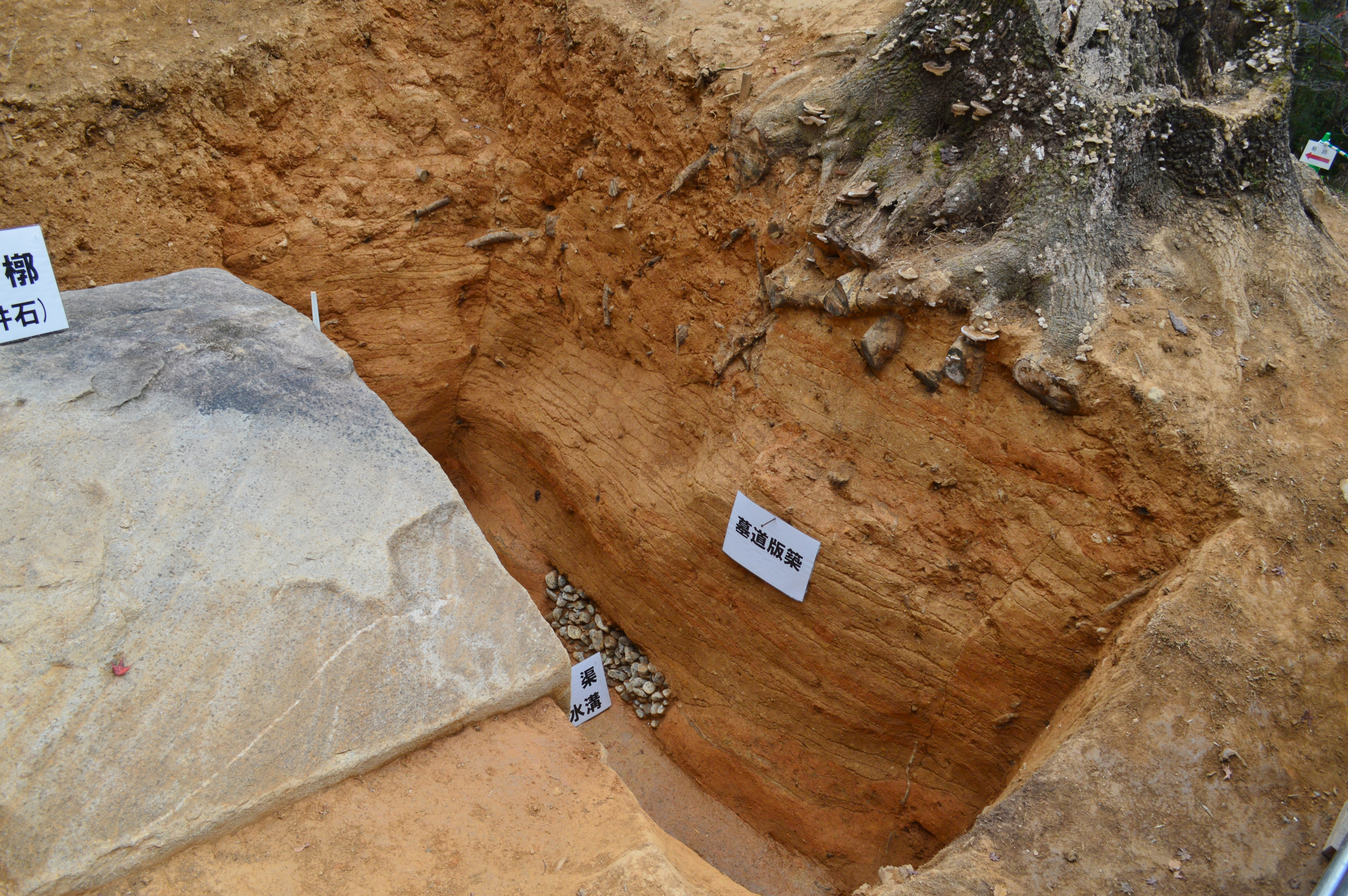
墓道埋土の版築・暗渠排水溝 2020年度調査時。

## 被葬者

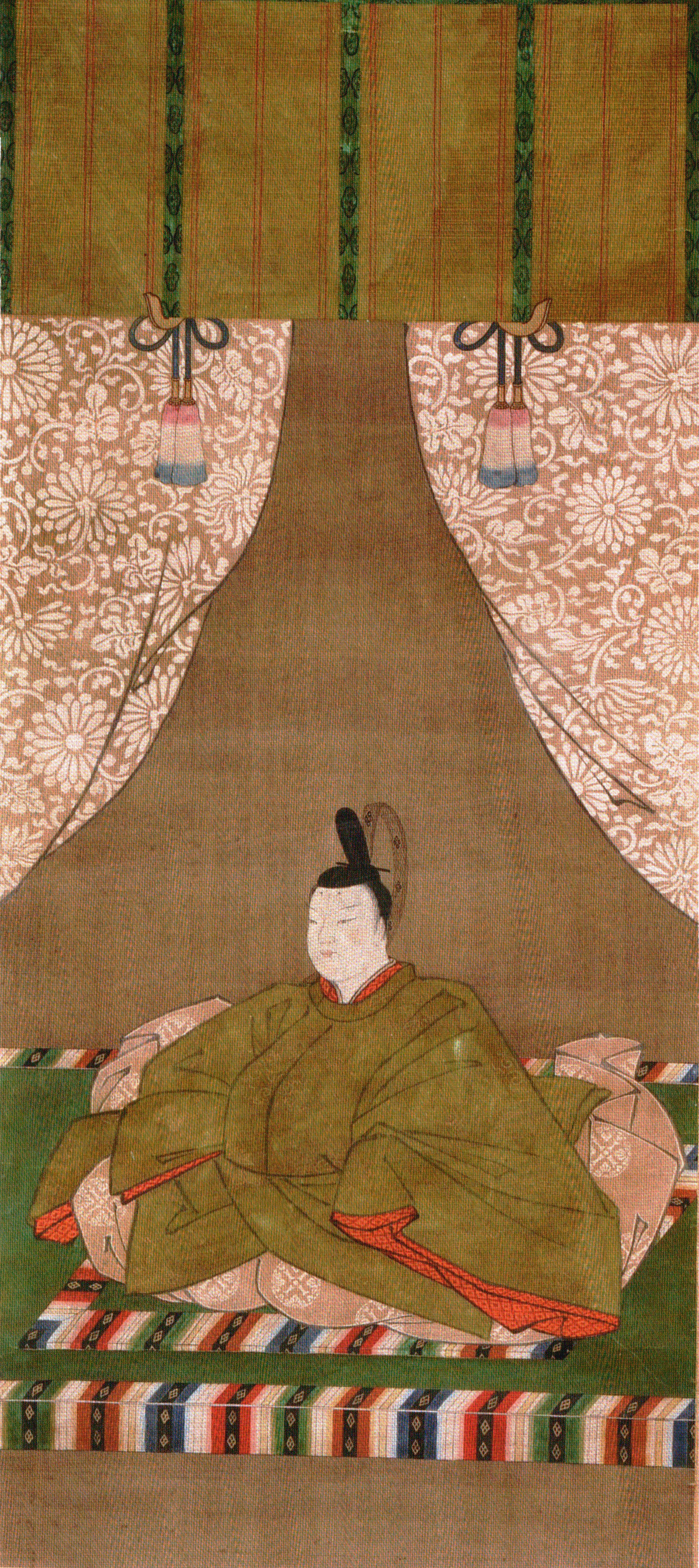
第42代文武天皇道成寺蔵。

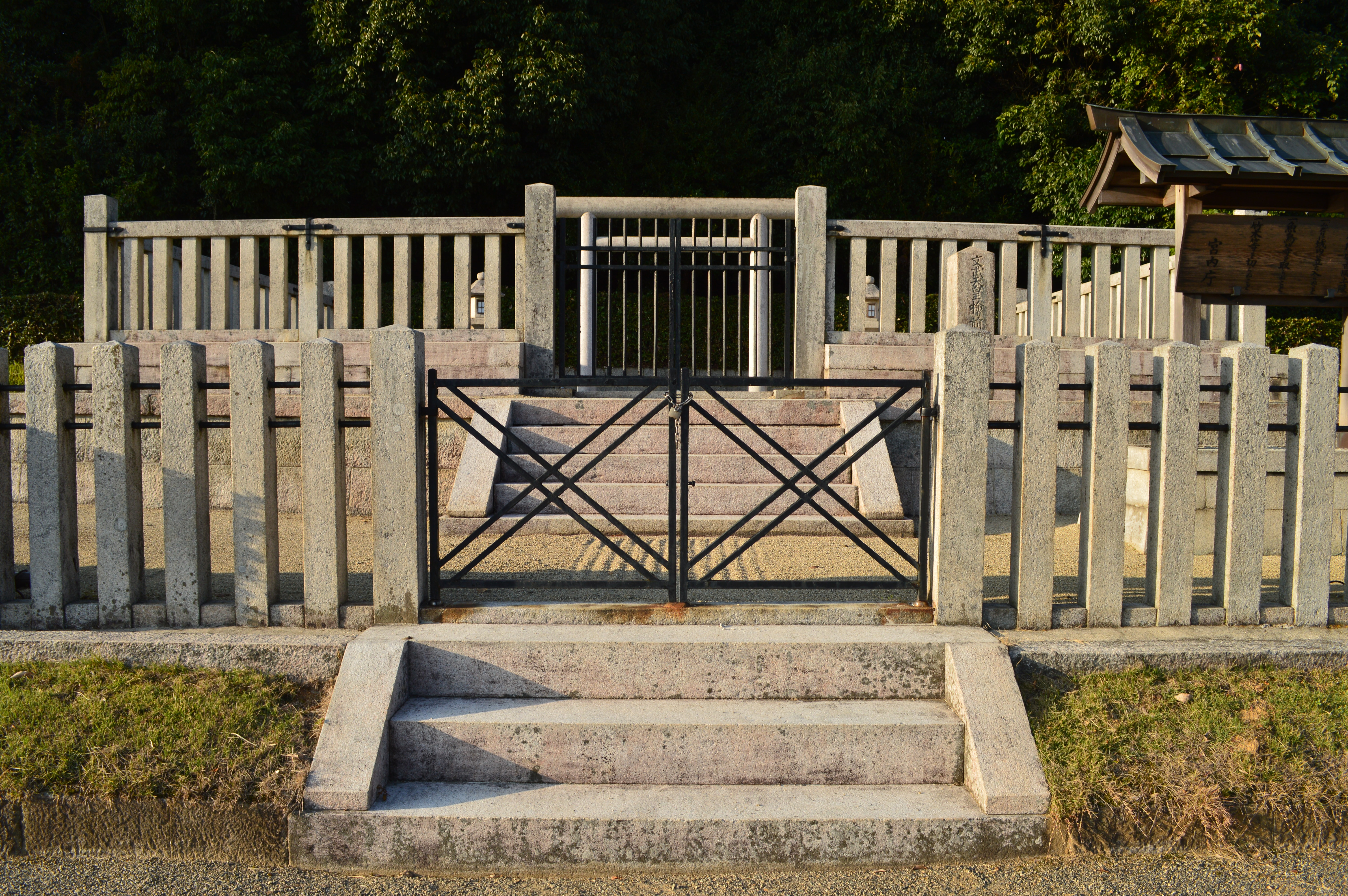
文武天皇治定陵
（栗原塚穴古墳）

中尾山古墳の実際の被葬者は明らかでないが、第42代天皇の文武天皇に比定する説が有力視される。文武天皇は慶雲4年（707年）6月15日に25歳で崩御し、陵について『続日本紀』では「檜隈安古山陵」・「安古山陵」と見え、慶雲4年（707年）10月3日に造山陵司を任じ、11月12日に遺骸を飛鳥岡で火葬、11月20日に陵に奉葬と見える。『延喜式』諸陵寮では遠陵の「檜前安古岡上陵」として記載され、大和国高市郡の所在で、兆域は東西3町・南北3町で陵戸5烟を毎年あてるとする。
その後、中世期には陵の所在に関する所伝は喪失。元禄10年（1697年）の江戸幕府による元禄の探陵では、奈良奉行所が高松塚古墳を文武天皇陵の未分明陵と報告したことで高松塚古墳に決定され、享保・文化の陵改めの際にも踏襲された。一方、『大和志』・『大和名所図会』では中尾山古墳に比定する説、『打墨縄』では野口王墓古墳（現在の天武天皇・持統天皇合葬陵）とする異説が挙げられている。その後、安政の陵改めの際には、野口王墓古墳が文武天皇陵に改定された。明治維新後、明治14年（1881年）2月1日の上奏裁可を経て、御園村の古水帳に「アンコウ」と記す栗原塚穴古墳に文武天皇陵が再改定され、現在に至っている。
一方で中尾山古墳では、立地・築造時期のほか、埋葬主体に豪壮な横口式石槨が使用される火葬墳であり、1974年（昭和49年）の調査で八角墳と判明したことから、近年では真の文武天皇陵であるとする説が有力視されている。
|      | 野口王墓古墳                    | 栗原塚穴古墳                  | 五条野丸山古墳            | 高松塚古墳   | 中尾山古墳 |
| ---- | ------------------------------- | ----------------------------- | ------------------------- | ------------ | ---------- |
| 元禄 | 天武・持統天皇陵                |                               |                           | 文武天皇陵   |            |
| 安政 | 文武天皇陵                      |                               | 天武・持統天皇陵          |              |            |
| 現在 | 天武・持統天皇陵 （檜隈大内陵） | 文武天皇陵 （檜隈安古岡上陵） | 畝傍陵墓参考地 ・国の史跡 | 国の特別史跡 | 国の史跡   |

## 文化財

### 国の史跡
- 中尾山古墳 - 1927年（昭和2年）4月8日指定[2]、2024年（令和6年）2月21日に史跡範囲の追加指定[6]。

## 現地情報
所在地
- 奈良県高市郡明日香村大字平田（国営飛鳥歴史公園 高松塚古墳周辺地区内）

交通アクセス
- 鉄道：近畿日本鉄道（近鉄）吉野線 飛鳥駅（徒歩約15分）

周辺
- 野口王墓古墳（天武・持統天皇合葬陵）
- 栗原塚穴古墳（文武天皇陵）
- 高松塚古墳 - 国の特別史跡。

## 関連文献
（記事執筆に使用していない関連文献）
- 中尾山古墳環境整備委員会編 編『史跡中尾山古墳環境整備事業報告書』奈良県明日香村、1975年。